# Julia Ehninger
Julia Ehninger (* 1987) ist eine deutsche Jazzmusikerin (Gesang, Komposition).

## Leben und Wirken
Ehninger gehörte seit 2008 zum Landesjugendjazzorchester Baden-Württemberg unter Leitung von Bernd Konrad, mit dem sie auch in  Lateinamerika und im Nahen Osten auftrat. Sie studierte zunächst Musik und Englisch an den Musikhochschulen Weimar und Stuttgart, um dann mit einem Stipendium des Deutschen Akademischen Austauschdienstes 2013 Jazzgesang in New York City zu studieren, wo sie an der Manhattan School of Music von Gretchen Parlato und Theo Bleckmann unterrichtet wurde. Nach einer Anstellung an der Musikhochschule Lübeck (2016–2018) promovierte sie 2022 an der Universität Köln in Musikpädagogik zum Thema Musikbezogenes Argumentieren.
Nach ihrem 2016 veröffentlichten Debütalbum Im Wandel, auf dem Ehninger neben eigenen, deutschen Texten Gedichte von Joachim Ringelnatz und Hermann Hesse vertonte,  hat sie 2019 mit ihrem Quartett ihr zweites Album Hidden Place vorgelegt, diesmal mit englischen Texten. Weiterhin ist sie mit Mascha Corman und Sara Decker in der Pop-Jazz-Gruppe Frida aktiv. Im Quartett Himoya präsentiert sie alternativen Elektro-Jazz.

## Diskographische Hinweise
- Im Wandel (Unit Records 2016, mit Lukas Brenner, Nico Amrehn, Martin Grünenwald, sowie Alexander Bühl, Verena Nübel)
- Hidden Place (Berthold Records 2019, mit Jonathan Hofmeister, Nicolai Amrehn, Jeroen Truyen)
- Frida: Freedom of Flight (Jazzsick 2020, mit Sara Decker, Mascha Corman, Conrad Noll, Jeroen Truyen)
- Himoya: Himoya (Berthold Records 2022, mit Jonathan Hofmeister, Nicolai Amrehn, Jeroen Truyen)